# Мурун Алтанхуяг
Мурун Алтанхуяг (также А́лтанхуягийн Му́рен) (монг. Алтанхуягийн Мөрөн; 9 сентября 1989, Улан-Батор, МНР) — монгольский футболист, атакующий полузащитник. Играл за сборную Монголии.

## Карьера

### Клубная
Мурун родился 9 сентября 1989 года, учился в США, где в 2009 году выступал за команду Университета Ганнибала-Лагранжа, а с 2010 по 2013 год — Центрального методистского университета.
В декабре 2013 года Мурун подписал профессиональный контракт с тайским клубом «Краби», выступающим во втором по значимости дивизионе чемпионата Таиланда по футболу — Первой лиге. Контракт был рассчитан на два года. В июне 2014 году он отправился в аренду в клуб из второй тайской лиги «Сатун Юнайтед». По итогам сезона команда вместе с Муруном заняла второе место в зоне «Юг» второй лиги, однако по результатам стыковых матчей за выход в Первую лигу, осталась во второй.
Во время зимнего трансферного окна 2014-15 на игрока претендовало несколько европейских клубов. 6 марта 2015 года Алтанхуяг подписал контракт с сербским клубом «Мачва», выступающем в Первой лиге Сербии. После вылета «Мачвы» в третий дивизион, где действует запрет на легионеров, подписал контракт с монгольским «Сэлэнгэ Пресс».

### В сборной
Мурун дебютировал за сборную Монголии в 2007 году в квалификационных матчах чемпионата мира и с тех пор стал одним из её лидеров.

## Достижения
«Сатун Юнайтед»
- Вторая лига, зона «Юг» (1): 2014